# Seleção Húngara de Andebol Masculino
A Seleção Húngara de andebol masculino é uma equipa europeia composta pelos melhores jogadores de andebol da Hungria.